# Остербрук (Дренте)
Остербрук (нід. Oosterbroek) — селище в нідерландській провінції Дренте. Входить до муніципалітету Тінарло.
Його площа становить 1,77 км², а населення станом на 2021 рік складало 165 осіб.

## Галерея

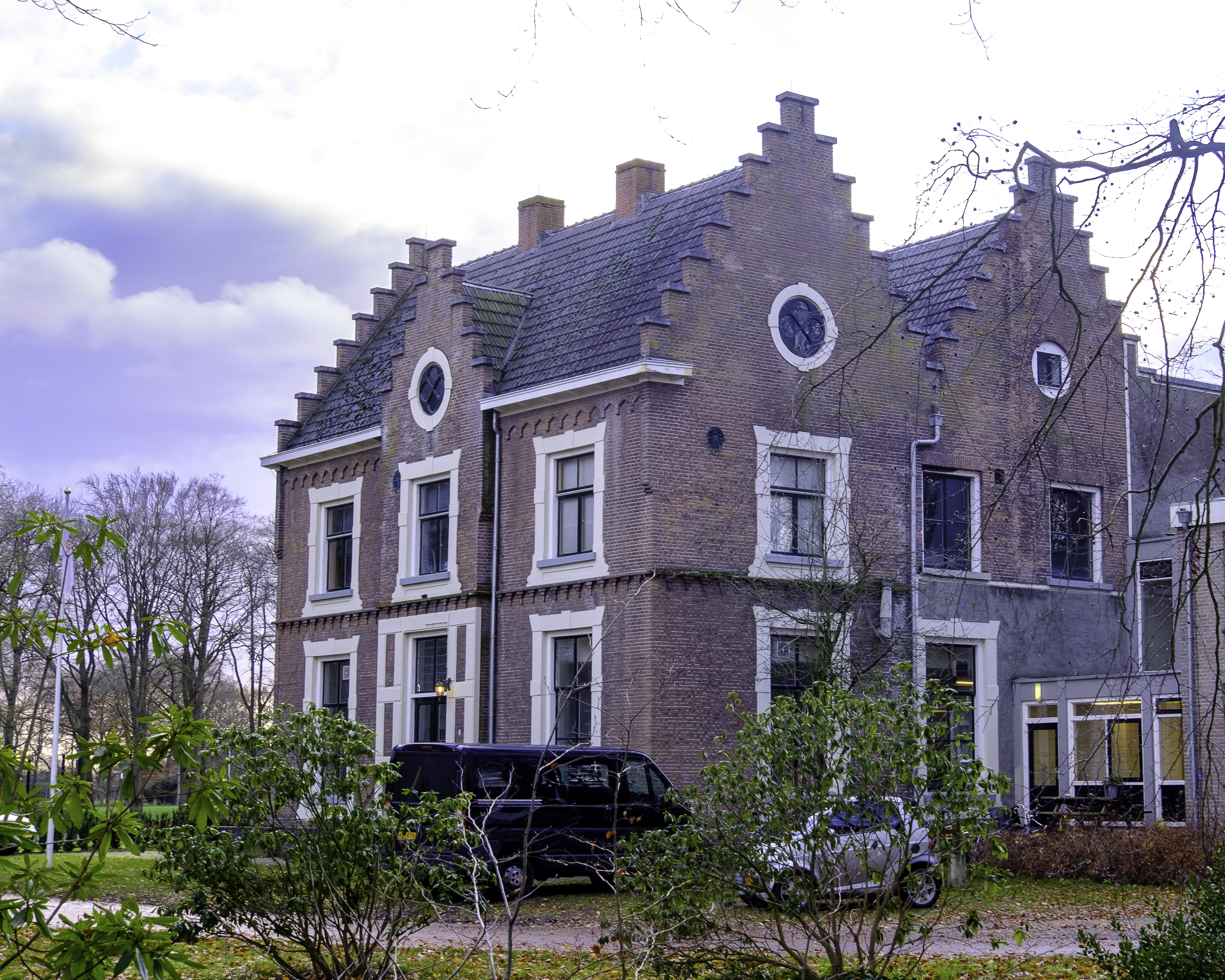
Маєток Hoog Hullen
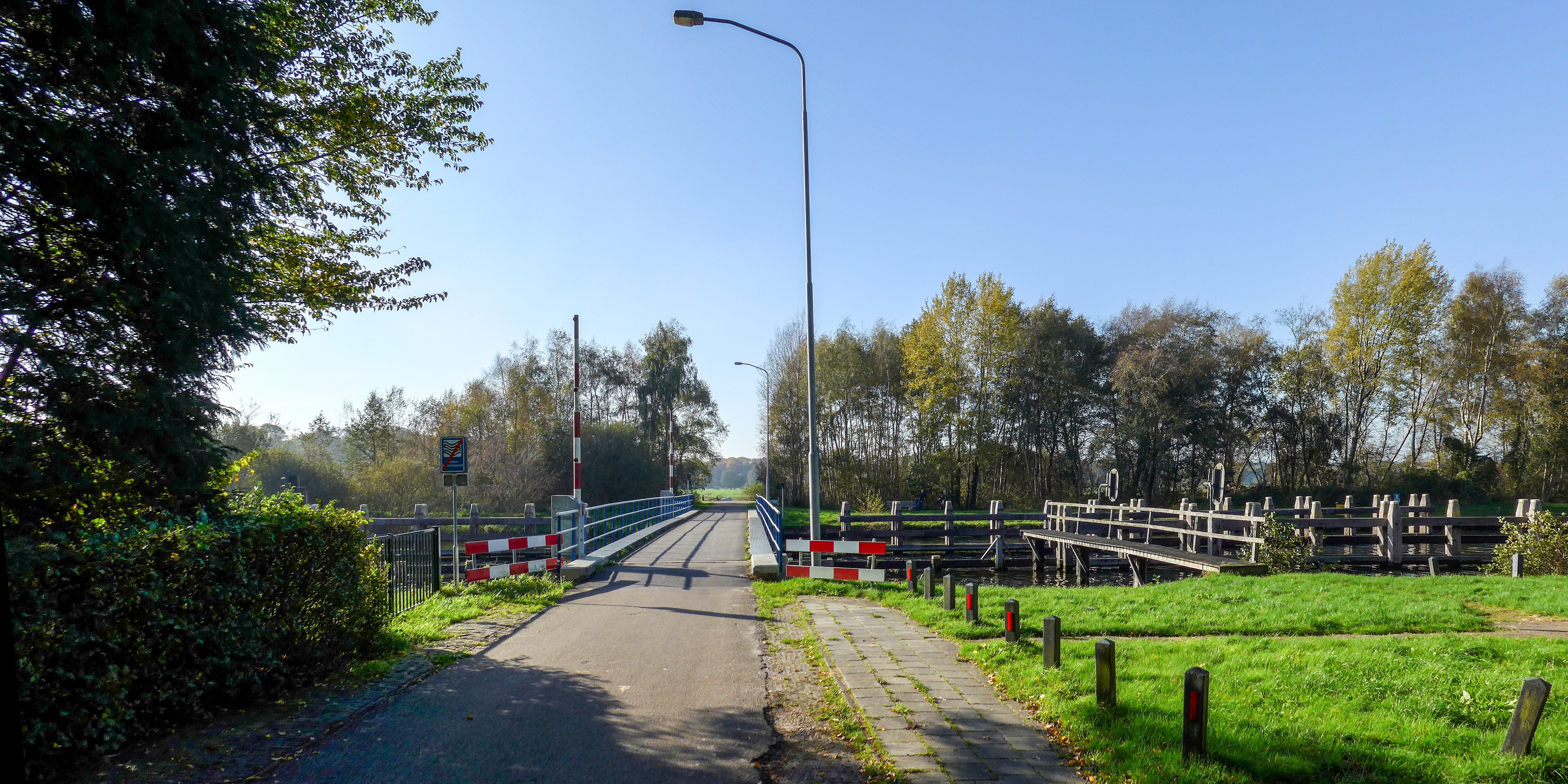
Міст через канал
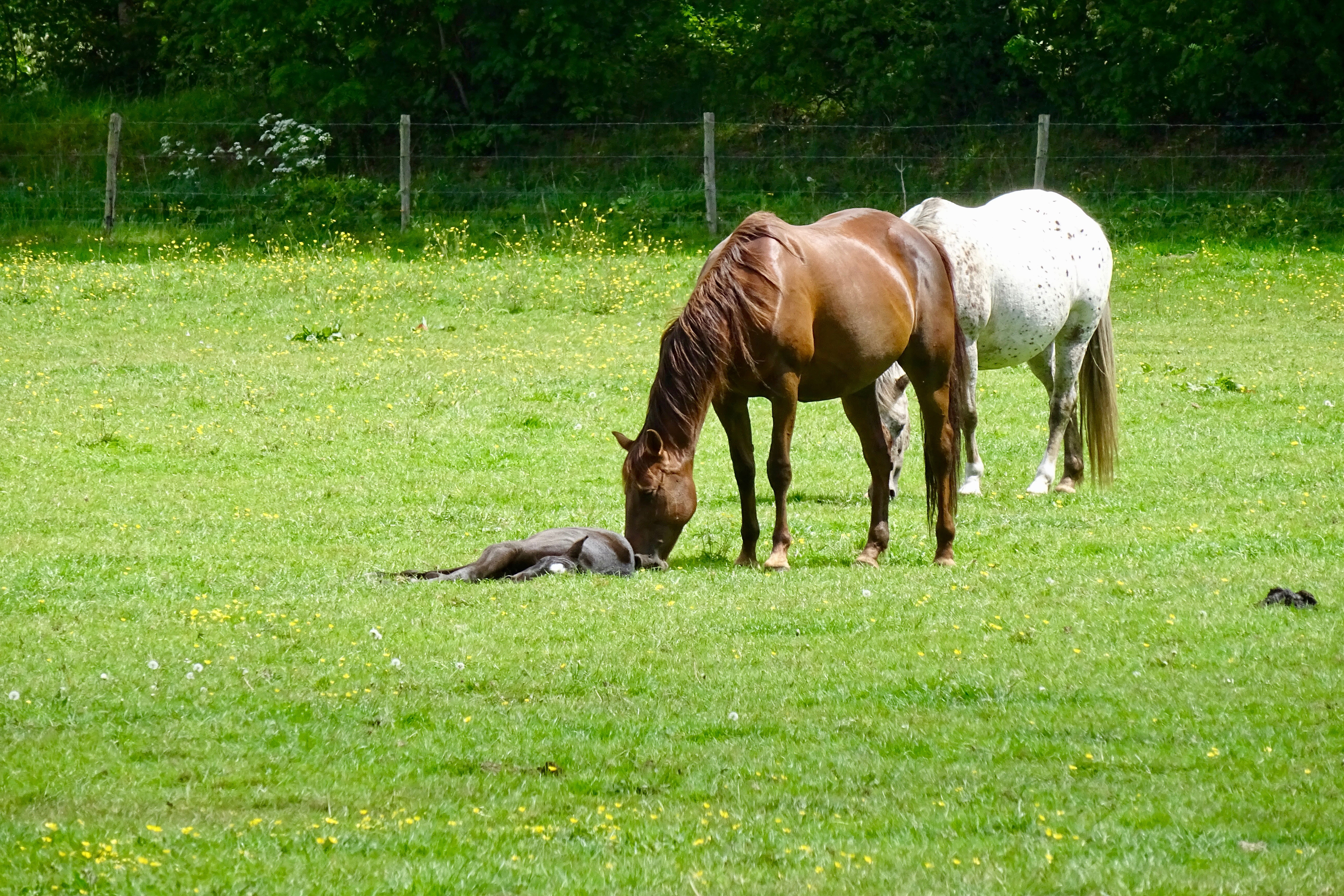
Випас коней поблизу Остербрука